# イエローカード (バンド)
イエローカード（英語: Yellowcard）は、フロリダ州ジャクソンヴィル出身のロックバンド。1997年結成。
扱う音楽の趣はパンクやロックに留まらない。

## メンバー

### 現在のメンバー
- ライアン・キー - Ryan Key (ボーカル、リズムギター　1999年～2017年, 2022年～現在)
- ショーン・マッキン - Sean Mackin (ヴァイオリン、コーラス　1997年～2017年, 2022年～現在)、母親が日本人である[3]
- ライアン・メンデス - Ryan Mendez (リードギター、コーラス　2005年～2017年, 2022年～現在)
- ジョシュ・ポートマン - Josh Portman (ベース、コーラス　2012年〜2017年, 2022年〜現在　※ツアー：2007年〜2010年)

### 元メンバー
- ベン・ドブソン - Ben Dobson (ボーカル　1997年〜1999年)
- トッド・クラーリー - Todd Clary (リズムギター　1997年〜2000年)
- ウォーレン・クック - Warren Cooke (ベース、コーラス　1997年〜2002年)
- アレックス・ルイス - Alex Lewis (ベース、コーラス　2003年〜2004年)
- ベン・ハーパー - Ben Harper (リードギター　1997年〜2005年)
- ピーター・モーズリー - Peter Mosely (ベース、コーラス　2004年〜2007年　※ツアー：2002年〜2003年)
- ショーン・オドネル - Sean O'Donnell (ベース、コーラス　2010年〜2012年)
- ロンギニュー・パーソンズIII - Longineu W. (LP) Parsons III (ドラムス　1997年〜2014年)

## 来歴

### 結成 - 活動休止（1997年 - 2008年）
高校時代に結成され、元々は6人のメンバーで構成されていたが、ボーカルのベン・ドブソンがバンドメンバーによって追放されており、新しいボーカリストを探していた。そこにライアン･キーが加入した。ちなみにStill Standing [EP]からの参加となる。
初期はピザ屋でバイトしながら活動しており、ファンの誕生日会で演奏した事もあった。
各地で数多くのライブをこなすうちに徐々に人気が高まり、後にCapitol Recordsとの契約に至って、メジャーデビューを果たす。
2003年7月発表のメジャーデビューアルバム『Ocean Avenue』は、徐々にセールスが伸び、2004年にかけてロングヒットとなり、全米で200万枚以上を売りあげた。
2008年4月26日、活動休止を発表した。8月14日、9月30日にユタ州ローガンのユタ州立大学内にて、ライアン・キー、ショーン・マッキン、ライアン・メンデスの3人でアコースティックライブを行うと発表。以後、数回にわたり大学等でアコースティックライブを行う。その後ライアン・キーは、Reeve Oliverのショーン・オドネルの誘いを受けてBig Ifを結成し、CD発売に向け、ライアン・メンデスの協力の下、活動をしている。ちなみにライアン・メンデスは、しばらくツアーに出るのは避けたい、しばらく休暇がほしいということから、Big Ifに参加表明はせず、レコーディングに協力することのみ行う。
ロンギニュー・パーソンズIII (LP)は、Bound、Where We Stand（旧Yellowcardメンバーでの一時的な活動）、Valentineでドラムを臨時的に勤め、アダム・ランバート（ソロ歌手）のドラムを勤めている。
ショーン・マッキンは新婚のため、メンバーとの交流はしているが、表立った活動は行っていない。

### 活動再開 - 解散（2010年 - 2017年）
2010年8月、活動再開を発表。新たにベーシストとしてショーン・オドネルが加入した。その後、新たに大手インディーズレーベル「Hopeless Records」との契約を発表。
2011年3月21日には、移籍して第1弾・通算7枚目のアルバム『When You're Through Thinking, Say Yes』がリリースされた。
2012年8月14日に8thアルバム『Southern Air』を発売。また、9月にはワールドツアーのために来日。
2014年、オリジナルメンバーでドラマーのロンギニュー・パーソンズIIIが脱退したことを発表した。
後任には元アンバーリンのネイト・ヤングがツアーのほか、同年10月7日リリースの9thアルバム『Lift A Sail』にも参加している。
2016年6月24日、同年9月リリースの10thアルバム『Yellowcard』がラストアルバムとなること、および同作に伴う2017年初頭までのワールドツアーをもって解散することをFacebook上で発表した。

### 再結成（2022年 -）
2022年9月17日、イリノイ州シカゴにて開催されたRiot Festに出演し、5年ぶりの再結成を果たした。

## ディスコグラフィー

### インディーズアルバム
- Midget Tossing - 1997/04
- Where We Stand - 1999/03
- One For The Kids - 2001/05

### メジャーアルバム
- Ocean Avenue - 2003/07
- Lights And Sounds - 2006/01
- Paper Walls - 2007/07
- When You're Through Thinking, Say Yes - 2011/03/22
- Southern Air - 2012/08/14
- Lift A Sail - 2014/10
- Yellowcard - 2016/9

### その他
- Live from Las Vegas at the Palms - 2008/01（ライヴ・アルバム）
- When You're Through Thinking, Say Yes Acoustic - 2011/10/24（7thアルバム・アコースティックバージョン）
- Ocean Avenue Acoustic - 2013/08/13（4thアルバム・アコースティックバージョン）

### EP
- Still Standing - 2000
- The Underdog - 2002/07
- Deep Cuts - 2009/06

### DVD
- Beyond Ocean Avenue: Live at the Electric Factory - 2005/03